# Ivan Jordell
Ivan Per Erik Jordell, född den 19 juli 1901 i Katrineholm, död 7 september 1965 i Malmö, var en svensk målare.

## Biografi
Jordell studerade vid Skånska målarskolan 1930–1931, men var för övrigt självlärd. Hans motiv var företrädesvis figurmotiv, stilleben, stadsbilder och människor. I dystra färger och grovhuggen, tung form har han skildrat ensamma människor i proletär miljö, bland annat cirkusfolk, gatflickor och zigenare.
Jordell gjorde sin första utställning på Malmö Museum 1932 och deltog sedan genom åren i samlingsutställningar med Skånes konstförening och egna separatutställningar på Göteborgs konsthall. På 1940-talet arbetade han med tempera vid sidan om oljemåleriet. Han var medlem i konstnärsgruppen Aura sedan 1937.
Han finns representerad i Moderna museet i Stockholm, Kulturen, Malmö museum, Göteborgs konstmuseum och Statens Museum for Kunst i Köpenhamn, Norrköpings konstmuseum och Ystads konstmuseum.